# Girlfriend (canção de Alicia Keys)
"Girlfriend" é o quarto e último single da cantora de R&B/soul Alicia Keys a ser extraído do álbum de estreia, Songs in A Minor, lançado em 2001. Os outros três singles extraídos deste álbum foram "Fallin'", "A Woman's Worth" e "How Come You Don't Call Me".

## Créditos da canção

### Músicos
- Alicia Keys – voz, backing vocals, piano
- Bryan-Michael Cox – teclados

### Produção
- Alicia Keys – produtora, arranjos
- Jermaine Dupri – produtor
- Phil Tan – audio mixing

## Tabela musical
| Tabela (2001)                        | Melhor posição |
| ------------------------------------ | -------------- |
| U.S. Billboard Hot R&B/Hip-Hop Songs | 82             |
| Tabela (2002)                        | Melhor posição |
| German Singles Chart                 | 100            |
| UK Singles Chart                     | 24             |
| Tabela(2003)                         | Melhor posição |
| Australian Singles Chart             | 13             |
| Dutch Top 40                         | 18             |